# Giovanni Pagliari
Giovanni Pagliari (Macerata, 15 ottobre 1961) è un allenatore di calcio ed ex calciatore italiano, di ruolo centrocampista o attaccante.

## Biografia
È fratello minore di Dino, anche lui calciatore e poi allenatore.

## Carriera

### Giocatore
Come il fratello maggiore cresce nelle giovanili della Maceratese per poi passare in prima squadra dove gioca titolare in Serie D; con Moreno Morbiducci i biancorossi tornano in serie professionistiche dopo vari anni di assenza. Nella stagione 1980-1981 la squadra arrivò terza in campionato, sfiorando la promozione in Serie C1.
Lascia Macerata per andare al Perugia dove gioca con regolarità dal 1981 al 1984 in Serie B. In Umbria trova l'ex compagno di squadra Morbiducci, al fianco del quale Pagliari in questi anni segna 20 gol. L'anno seguente è in prestito al Monza per poi tornare a Perugia nella stagione 1985-1986.

Pagliari festeggia, assieme alla panchina dei grifoni, dopo la doppietta realizzata in Perugia-Milan (3-2) del 24 aprile 1983.

Di nuovo in prestito in Serie B, all'Arezzo, torna al Perugia nelle due annate successive che lo vedono giocare dapprima in Serie C2, quando vince il campionato da protagonista nella squadra composta, tra gli altri, da Fabrizio Ravanelli, Angelo Di Livio e Giovanni Bia, e poi in C1. Chiude la carriera da calciatore con cinque stagioni tra C2 e C1 al Chieti, con cui nell'annata 1990-1991 conquista una promozione.
Nell'arco della carriera, ha disputato 175 presenze in Serie B, 104 presenze in C1, 122 in C2 e 61 presenze in Serie D. In totale ha disputato 362 partite (301 da professionista e 61 da dilettante), segando 95 gol.

### Allenatore
Nel suo curriculum di allenatore vanta 3 promozioni e 4 piazzamenti playoff, oltre alla "Panchina d'Argento" 2006-2007 assegnatagli per la conquista del campionato e della promozione in Prima Divisione con il Foligno.
Anche la carriera di allenatore comincia con la Maceratese. Inizia nelle giovanili, per poi passare alla guida della prima squadra nella stagione 1995-1996, in Serie D, concludendo il campionato al primo posto e ottenendo la promozione in C2; l'annata seguente si dimette con la squadra in seconda posizione. Nelle due stagioni successive in C2, prima al Trapani poi alla Vis Pesaro, riesce a ottenere altrettanti piazzamenti nei play-off per la promozione. Nel 1999-2000 è alla guida della Carrarese, in Serie C1, dove chiude il torneo in undicesima posizione. Nel 2000-2001 conduce il Gualdo al settimo posto in C2, mentre nel 2001-2002 è di nuovo al timone della Carrarese in C1. La stagione seguente (2002-2003) porta il Frosinone al nono posto in C2; nel 2003-2004, in C2, subentra alla guida della neopromossa Rosetana, in zona retrocessione, ottenendo la salvezza al termine del campionato. Nel campionato 2004-2005 Pagliari è l'allenatore della Valenzana in C2, con cui centra un altro piazzamento nella griglia play-off, perdendo soltanto in finale. Nel 2006-2007 è chiamato dal Foligno con cui vince il campionato di Seconda Divisione, riportando i falchetti in C1 dopo oltre vent'anni e ricevendo anche la Panchina d'Argento come miglior allenatore del campionato.
Nel novembre del 2007 diventa il nuovo allenatore del Monza, dove subentra al posto dell'esonerato Giuliano Sonzogni, finendo la stagione all'ottavo posto. Il 27 agosto seguente, a pochi giorni dall'inizio del campionato 2008-2009, è assunto in C1 dal Perugia; il 15 febbraio 2009 è richiamato sulla panchina dei grifoni al posto dell'esonerato Maurizio Sarri, chiudendo il torneo in ottava posizione. L'avventura di Pagliari in biancorosso si conclude il 16 novembre 2009, quando viene esonerato con la squadra a metà classifica.
Nel marzo del 2011 è chiamato per la seconda volta dal Foligno, con cui raggiunge la salvezza dopo vittoriosi i play-out contro la Ternana. Il 10 aprile 2013 è chiamato a sostituire l'esonerato Maurizio Ianni all'Aquila, in Seconda Divisione, conducendo i rossoblù alla promozione dopo le vittorie ai play-off su Chieti e Teramo. Nella stagione successiva (2013-2014), da neopromosso in Prima Divisione, guida la squadra al quinto posto e alla possibilità di disputare i play-off per la promozione in Serie B. Il 18 agosto del 2014, sempre alla guida dell'Aquila, vince 2-1 al Dall'Ara di Bologna in Coppa Italia malgrado le due categorie di differenza, eliminando i felsinei dalla competizione.
Il 15 marzo 2016 assume il ruolo di vice sulla panchina dell'Udinese, in Serie A, affiancando il tecnico Luigi De Canio; la coppia subentra dopo 29 giornate di campionato, ottenendo 9 punti nelle ultime 9 partite (vittorie contro Napoli e Fiorentina) e la permanenza nella massima serie. Il 14 febbraio 2017 sostituisce Fabio Brini all'Ancona; tuttavia il successivo 16 marzo, dopo un solo mese dalla nomina, rassegna le dimissioni a causa del caos societario che ha nel frattempo colpito la compagine dorica. Nella stagione 2018-2019 torna al Perugia, stavolta come allenatore della squadra Primavera biancorossa.
Il 19 febbraio 2021 assume la guida della Recanatese, in Serie D, subentrando all'esonerato Federico Giampaolo. Confermato per la stagione successiva, riesce dapprima a cogliere la vittoria del proprio girone con annessa promozione in Serie C, la prima nella storia del club leopardiano, e infine a laurearsi campione d'Italia dilettanti dopo avere superato il Giugliano nella finale della poule scudetto nazionale. Nell'annata 2022-2023 la Recanatese si qualifica ai play-off di Serie C, al posto del Siena penalizzato, venendo eliminata al primo turno dal Gubbio in virtù del peggiore piazzamento conseguito nella stagione regolare. Rimane alla guida della squadra marchigiana fino al 14 febbraio 2024, quando viene sollevato dall'incarico.
Il 5 agosto 2024, dopo dieci anni torna a sedersi sulla panchina dell'Aquila, in Serie D. Si dimette dai rossoblù il successivo 3 novembre, dopo la sconfitta interna col Fossombrone e 16 punti conquistati in dieci giornate.

## Statistiche

### Statistiche da allenatore
Statistiche aggiornate al 3 novembre 2024.
| Stagione          | Squadra           | Campionato        | Campionato | Campionato | Campionato | Campionato | Coppe nazionali | Coppe nazionali | Coppe nazionali | Coppe nazionali | Coppe nazionali | Coppe continentali | Coppe continentali | Coppe continentali | Coppe continentali | Coppe continentali | Altre coppe | Altre coppe | Altre coppe | Altre coppe | Altre coppe | Totale | Totale | Totale | Totale | % Vittorie | Piazzamento             |
| Stagione          | Squadra           | Comp              | G          | V          | N          | P          | Comp            | G               | V               | N               | P               | Comp               | G                  | V                  | N                  | P                  | Comp        | G           | V           | N           | P           | G      | V      | N      | P      | %          | Piazzamento             |
| ----------------- | ----------------- | ----------------- | ---------- | ---------- | ---------- | ---------- | --------------- | --------------- | --------------- | --------------- | --------------- | ------------------ | ------------------ | ------------------ | ------------------ | ------------------ | ----------- | ----------- | ----------- | ----------- | ----------- | ------ | ------ | ------ | ------ | ---------- | ----------------------- |
| 1995-1996         | Maceratese        | CND               | 34+5       | 19+1       | 11+2       | 4+2        | CI-Dil.         | 2               | 1               | 1               | 0               | -                  | -                  | -                  | -                  | -                  | -           | -           | -           | -           | -           | 41     | 21     | 14     | 6      | 51,22      | 1º (prom.)              |
| 1996-gen. 1997    | Maceratese        | C2                | 17         | 7          | 6          | 4          | CI-C            | 6               | 2               | 2               | 2               | -                  | -                  | -                  | -                  | -                  | -           | -           | -           | -           | -           | 23     | 9      | 8      | 6      | 39,13      | Dimiss.                 |
| Totale Maceratese | Totale Maceratese | Totale Maceratese | 56         | 27         | 19         | 10         |                 | 8               | 3               | 3               | 2               |                    | -                  | -                  | -                  | -                  |             | -           | -           | -           | -           | 64     | 30     | 22     | 12     | 46,88      |                         |
| 1997-1998         | Trapani           | C2                | 34+2       | 14         | 11+1       | 9+1        | CI-C            | 6               | 2               | 2               | 2               | -                  | -                  | -                  | -                  | -                  | -           | -           | -           | -           | -           | 42     | 16     | 14     | 12     | 38,10      | 5º                      |
| 1998-1999         | Vis Pesaro        | C2                | 34+2       | 13         | 14+1       | 7+1        | CI-C            | 4               | 0               | 2               | 2               | -                  | -                  | -                  | -                  | -                  | -           | -           | -           | -           | -           | 40     | 13     | 17     | 10     | 32,50      | 5º                      |
| 1999-2000         | Carrarese         | C1                | 34         | 9          | 14         | 11         | CI-C            | 8               | 5               | 1               | 2               | -                  | -                  | -                  | -                  | -                  | -           | -           | -           | -           | -           | 42     | 14     | 15     | 13     | 33,33      | 11º                     |
| 2000-2001         | Gualdo            | C2                | 34         | 12         | 10         | 12         | CI-C            | 4               | 1               | 3               | 0               | -                  | -                  | -                  | -                  | -                  | -           | -           | -           | -           | -           | 38     | 13     | 13     | 12     | 34,21      | 7º                      |
| feb.-giu. 2002    | Carrarese         | C1                | 12+2       | 4+1        | 4          | 4+1        | CI-C            | -               | -               | -               | -               | -                  | -                  | -                  | -                  | -                  | -           | -           | -           | -           | -           | 14     | 5      | 4      | 5      | 35,71      | Sub., 15º (retr.)       |
| Totale Carrarese  | Totale Carrarese  | Totale Carrarese  | 48         | 14         | 18         | 16         |                 | 8               | 5               | 1               | 2               |                    | -                  | -                  | -                  | -                  |             | -           | -           | -           | -           | 56     | 19     | 19     | 18     | 33,93      |                         |
| mar.-giu. 2003    | Frosinone         | C2                | 10         | 3          | 2          | 5          | CI-C            | -               | -               | -               | -               | -                  | -                  | -                  | -                  | -                  | -           | -           | -           | -           | -           | 10     | 3      | 2      | 5      | 30,00      | Sub., 9º                |
| 2003-2004         | Rosetana          | C2                | 17+2       | 6          | 6+2        | 5          | CI-C            | -               | -               | -               | -               | -                  | -                  | -                  | -                  | -                  | -           | -           | -           | -           | -           | 19     | 6      | 8      | 5      | 31,58      | Sub., 14º               |
| mar.-giu. 2005    | Valenzana         | C2                | 7+4        | 3+1        | 3+2        | 1+1        | CI-C            | -               | -               | -               | -               | -                  | -                  | -                  | -                  | -                  | -           | -           | -           | -           | -           | 11     | 4      | 5      | 2      | 36,36      | Sub., 4º                |
| set. 2005-2006    | Valenzana         | C2                | 29         | 9          | 10         | 10         | CI-C            | 6               | 3               | 0               | 3               | -                  | -                  | -                  | -                  | -                  | -           | -           | -           | -           | -           | 35     | 12     | 10     | 13     | 34,29      | Sub., 9º                |
| Totale Valenzana  | Totale Valenzana  | Totale Valenzana  | 40         | 13         | 15         | 12         |                 | 6               | 3               | 0               | 3               |                    | -                  | -                  | -                  | -                  |             | -           | -           | -           | -           | 46     | 16     | 15     | 15     | 34,78      |                         |
| 2006-2007         | Foligno           | C2                | 34         | 16         | 14         | 4          | CI-C            | 4               | 2               | 1               | 1               | -                  | -                  | -                  | -                  | -                  | SdL-C2      | 2           | 0           | 1           | 1           | 40     | 18     | 16     | 6      | 45,00      | 1º (prom.)              |
| 2007-2008         | Monza             | C1                | 29         | 10         | 11         | 8          | CI-C            | -               | -               | -               | -               | -                  | -                  | -                  | -                  | -                  | -           | -           | -           | -           | -           | 29     | 10     | 11     | 8      | 34,48      | Sub., 8º                |
| ago. 2008-2009    | Perugia           | 1D                | 16         | 6          | 2          | 8          | CI+CI-LP        | -               | -               | -               | -               | -                  | -                  | -                  | -                  | -                  | -           | -           | -           | -           | -           | 16     | 6      | 2      | 8      | 37,50      | Sub., Eson., Sub., 8º   |
| set.-nov. 2009    | Perugia           | 1D                | 13         | 6          | 2          | 5          | CI+CI-LP        | 2+3             | 1+2             | 0+1             | 1+0             | -                  | -                  | -                  | -                  | -                  | -           | -           | -           | -           | -           | 18     | 9      | 3      | 6      | 50,00      | Eson.                   |
| Totale Perugia    | Totale Perugia    | Totale Perugia    | 29         | 12         | 4          | 13         |                 | 5               | 3               | 1               | 1               |                    | -                  | -                  | -                  | -                  |             | -           | -           | -           | -           | 34     | 15     | 5      | 14     | 44,12      |                         |
| apr.-giu. 2011    | Foligno           | 1D                | 4+2        | 1+1        | 2+1        | 1          | CI-LP           | -               | -               | -               | -               | -                  | -                  | -                  | -                  | -                  | -           | -           | -           | -           | -           | 6      | 2      | 3      | 1      | 33,33      | Sub., 16º               |
| 2011-2012         | Foligno           | 1D                | 29         | 5          | 7          | 17         | CI-LP           | 4               | 0               | 3               | 1               | -                  | -                  | -                  | -                  | -                  | -           | -           | -           | -           | -           | 33     | 5      | 10     | 18     | 15,15      | Eson., Sub., 18º(retr.) |
| Totale Foligno    | Totale Foligno    | Totale Foligno    | 69         | 23         | 24         | 22         |                 | 8               | 2               | 4               | 2               |                    | -                  | -                  | -                  | -                  |             | 2           | 0           | 1           | 1           | 79     | 25     | 29     | 25     | 31,65      |                         |
| mag.-giu. 2013    | L'Aquila          | 2D                | 5+4        | 2+3        | 2+0        | 1+1        | CI-LP           | -               | -               | -               | -               | -                  | -                  | -                  | -                  | -                  | -           | -           | -           | -           | -           | 9      | 5      | 2      | 2      | 55,56      | Sub., 5º (prom.)        |
| 2013-2014         | L'Aquila          | 1D                | 32+1       | 15         | 8          | 9+1        | CI+CI-LP        | 1+1             | 0+0             | 0+0             | 1+1             | -                  | -                  | -                  | -                  | -                  | -           | -           | -           | -           | -           | 35     | 15     | 8      | 12     | 42,86      | 5º                      |
| lug.-set. 2014    | L'Aquila          | LP                | 6          | 0          | 5          | 1          | CI+CI-LP        | 3+0             | 2+0             | 0+0             | 1+0             | -                  | -                  | -                  | -                  | -                  | -           | -           | -           | -           | -           | 9      | 2      | 5      | 2      | 22,22      | Eson.                   |
| feb.-mar. 2017    | Ancona            | LP                | 4          | 0          | 1          | 3          | CI-LP           | -               | -               | -               | -               | -                  | -                  | -                  | -                  | -                  | -           | -           | -           | -           | -           | 4      | 0      | 1      | 3      | &0,00      | Sub., Dimis.            |
| feb.-giu. 2021    | Recanatese        | D                 | 20         | 7          | 7          | 6          | -               | -               | -               | -               | -               | -                  | -                  | -                  | -                  | -                  | -           | -           | -           | -           | -           | 20     | 7      | 7      | 6      | 35,00      | Sub., 4º                |
| 2021-2022         | Recanatese        | D                 | 34+4       | 20+2       | 8+2        | 6          | CI-D            | 4               | 3               | 1               | 0               | -                  | -                  | -                  | -                  | -                  | -           | -           | -           | -           | -           | 42     | 25     | 11     | 6      | 59,52      | 1º (prom.)              |
| 2022-2023         | Recanatese        | C                 | 38+1       | 11         | 14+1       | 13         | CI-C            | 1               | 0               | 0               | 1               | -                  | -                  | -                  | -                  | -                  | -           | -           | -           | -           | -           | 40     | 11     | 15     | 14     | 27,50      | 10º                     |
| 2023-2024         | Recanatese        | C                 | 26         | 6          | 6          | 14         | CI-C            | 1               | 0               | 0               | 1               | -                  | -                  | -                  | -                  | -                  | -           | -           | -           | -           | -           | 27     | 6      | 6      | 15     | 22,22      | Eson.                   |
| Totale Recanatese | Totale Recanatese | Totale Recanatese | 123        | 46         | 38         | 39         |                 | 6               | 3               | 1               | 2               |                    | -                  | -                  | -                  | -                  |             | -           | -           | -           | -           | 129    | 49     | 39     | 41     | 37,98      |                         |
| lug.-nov. 2024    | L'Aquila          | D                 | 10         | 4          | 4          | 2          | CI-D            | 1               | 1               | 0               | 0               | -                  | -                  | -                  | -                  | -                  | -           | -           | -           | -           | -           | 11     | 5      | 4      | 2      | 45,45      | Dimiss.                 |
| Totale L'Aquila   | Totale L'Aquila   | Totale L'Aquila   | 58         | 24         | 19         | 15         |                 | 6               | 3               | 0               | 3               |                    | -                  | -                  | -                  | -                  |             | -           | -           | -           | -           | 64     | 27     | 19     | 18     | 42,19      |                         |
| Totale carriera   | Totale carriera   | Totale carriera   | 591        | 217        | 196        | 178        |                 | 61              | 25              | 17              | 19              |                    | -                  | -                  | -                  | -                  |             | 2           | 0           | 1           | 1           | 654    | 242    | 214    | 198    | 37,00      |                         |

## Palmarès

### Giocatore
- Campionato italiano Serie D: 1

Maceratese: 1979-1980 (girone C)
- Campionato italiano Serie C2: 1

Perugia: 1987-1988 (girone C)
Chieti: 1990-1991 (girone C)

### Allenatore

#### Club
- Campionato Nazionale Dilettanti: 1

Maceratese: 1995-1996 (girone F)
- Campionato italiano Serie C2: 1

Foligno: 2006-2007 (girone B)
- Campionato italiano Serie D: 1

Recanatese: 2021-2022 (girone F)
- Scudetto Dilettanti: 1

Recanatese: 2021-2022

#### Individuale
- Panchina d'argento di Seconda Divisione: 1

2006-2007